# Bythotiaridae
Die Bythotiaridae sind eine Familie der Hydrozoen (Hydrozoa). Die Familie beinhaltet derzeit etwa 25 Arten. Sie ist durch ihre Lebensweise in den Vorkiemenhöhlen von Seescheiden (Ascidiae) gekennzeichnet. Von einigen Gattungen kennt man nur die Medusenstadien.

## Merkmale
Die Hydroidpolypen sind nackt und unverzweigt. Sie wachsen aus fleischigen, plattenähnliche Stolonengflecht (Hydrorhiza). Der Körper weist einen undeutlich abgesetzten Stiel auf und bis zu fünf unregelmäßige Kränze von filiformen Tentakeln auf. Die Medusenknospen sitzen etwa auf der Höhe des Übergangs vom Stiel zum Körper. Die Meduse besitzt einen Mund mit vier einfachen oder gezähnelten Lippen. Zentripetale Kanäle sind vorhanden, können aber auch fehlen. Die vier oder acht radialen Kanäle können einfach oder verzweigt sein. Die Gonaden sitzen an der Wand des Manubriums. Es sind vier, acht oder auch mehr hohle, randlich gelegene Tentakeln vorhanden, jeder Tentakel mit einer Verdickung am äußeren Ende, auf der Nesselzellen konzentriert sind. Die Basen der Tentakel sind oft mit der Exumbrella verwachsen. Die Randknospen sind stark reduziert oder fehlen komplett. Wenn vorhanden, können auf ihnen noch stark reduzierte solide kleine Tentakeln vorhanden sein. Selten sind Ocelli vorhanden.

## Geographisches Vorkommen
Die Arten der Familie kommen nahezu weltweit vor. Sie leben bevorzugt in kühleren Gewässern.

## Systematik
Der Familie umfasst nach dem „Hydrozoa Directory“ neun Gattungen:
- Bythocellata Nair, 1951
- Bythotiara Guenther, 1903
- Calycopsis Fewkes, 1882 (syn. Eumedua Maas, 1920)
- Gymnogonium Xu & Huang, 1994[1]
- Protiaropsis Stechow, 1919 (nom. nov. pro Heterotiara Maas, 1905 non Heterotiara Pomel, 1883)[2]
- Kanaka Uchida, 1947
- Meator Bigelow, 1913
- Pseudotiara Bouillon, 1980
- Sibogita Maas, 1904